# O Zé (jornal)
O Zé : sucessor do jornal O Xuão nasce em julho de 1910 como continuação do O Xuão. Como se pode ler no subtítulo, ficará sempre patente o nome do seu antecessor, suspenso devido a hostilidades políticas. Tudo continuou parecido: o diretor e proprietário Estevão Carvalho, Silva e Sousa como caricaturista e outros nomes anteriormente relacionados com O Xuão como Julio Dumont e Ricardo de Sousa. A alegria humorística mantem-se, tanto no texto como nas imagens, por vezes tocando a ordinarice;  a monarquia terminada continua como alvo de estimação do seu escárnio, colocando-se em ridículo as figuras de D. Manuel II, Couceiro  e outros. No número 53  de 14 de Novembro 1911 é publicada uma gravura com toda a equipa de responsáveis e colaboradores, entre os quais figuram  os nomes de: Alberto Barbosa, Henrique de Carvalho, Eduardo de Carvalho, José do Vale, França Borges e outros. No que concerne à ilustração, rica em criatividade expressividade e animação, esta é assinada por Stuart Carvalhais, Fonseca, Ferreira e Valente.